# David Price Racing
David Price Racing, beter bekend als DPR, werd opgericht in 1975 door David Price en John Bracey. DPR is een GP2-team dat ook in ander klassen veel successen behaalde.

## Geschiedenis
In 1976 deed DPR mee aan de Atlantic Chevron met Jeremy Rossiter en in de F5000 met Val Musetti en behaalde daarbij wisselend succes. In 1977 deden ze mee aan het Britse Formule 3-kampioenschap in een Starz March Toyota 773. In 1978 bracht de Unipart F3 een nieuwe uitdaging met als coureur Tiff Needle en Ian Taylor en ze deden ook mee in de Aurora F1 Series met Val Musetti. In 1979 reden ze in de Unipart F3 met Brett Riley en Nigel Mansell; de Aurora F1 reden ze toen met Giacomo Agostini. In 1980 haalde Jeff Allam het kampioenschap binnen voor DPR. In 1981 reden ze in twee Formule 3-competities, namelijk de Britse en de Franse versie. De Britse reden ze met Fred Krab en de Franse met Phillippe Colonna. In 1983 werd François Hesnault tweede in het Franse Formule 3-kampioenschap. Johnny Dumfries won in 1984 de Engelse Formule 3.
Van 1985 tot 1987 behaalde het team weinig successen op beide fronten, maar in 1989 won het team de 24 uur van Le Mans. DPR stopte er tijdelijk mee en David Price werd directeur bij Brabham. In 1996 ging hij in het World GT Championship voor het team van McLaren GTR en ze werden derde. Hij deed met DPR weer mee in 1997 en wel in de GT1-klasse en werd kampioen. Tot 2003 werd het stil in het DPR-kamp, maar ze deden in 2004 wel mee met de Formule Renault V6. In 2005 deed DPR voor het eerst mee met Olivier Pla en Ryan Sharp, die later zou worden vervangen door Giorgio Mondini, in de GP2 en ze wonnen dat seizoen twee races. In 2006 deden ze ook weer mee in de GP2 met Olivier Pla en Clivio Piccione en werden tiende. Pla kwam zijn afspraken echter niet na en werd na de helft van het seizoen vervangen door Vitali Petrov. In 2007 deden ze mee met Christian Bakkerud en Andy Soucek. Bakkerud deed het slecht en behaalde geen punten, waardoor hij als vierendertigste eindigde in het kampioenschap. Soucek deed het beter: hij bereikte twee keer het podium en werd zestiende. In 2008 probeerden ze meer punten te scoren met de Belg Michael Herck en de Braziliaan Diego Nunes.